# Констанция Сицилийская (королева Кипра)
Констанция (итал. Costanza; 1305 — 1344) — королева Кипрская, Иерусалимская и Армянская.
Констанция была одной из дочерей сицилийского короля Федериго II и Элеоноры Анжуйской.
Изначально Констанция была помолвлена с принцем Робером, младшим сыном французского короля Филиппа IV и Жанны Наваррской, но этот проект не был реализован, так как Робер умер молодым в 1308 году.
В 1317 году Констанция вышла замуж за Генриха, короля Кипрского и Иерусалимского. Они прожили вместе 7 лет, до смерти Генриха в 1324 году, но их брак оказался бездетным.
В 1331 году Констанция вышла замуж за Левона V, короля Киликийской Армении. Этот брак послужил усилению латинского влияния в раздираемом религиозными противоречиями армянском дворе. В 1341 году Левон был убит, и Констанция вновь стала вдовой; детей во втором браке у неё также не было.
В 1343 году Констанция вышла замуж за коннетабля Кипра Жана де Лузиньяна. Через некоторое время она скончалась; брак также оказался бездетным.